# Cerithidium diplax
Cerithidium diplax là một loài ốc biển, là động vật thân mềm chân bụng sống ở biển thuộc họ Cerithiidae.

## Phân bố
This loài is distributed in Địa Trung Hải và dọc theo Queensland, Australia